# Hattrick (Computerspiel)
Hattrick (häufig als HT abgekürzt) ist das weltgrößte kostenlose Fußball-Manager-Browserspiel mit rund 250.000 Spielern (auch Managern genannt) aus derzeit 128 Nationen. Die Webseite ist in 54 Sprachversionen (Stand 7. Mai 2017) verfügbar. Es wurde von dem Schweden Björn Holmér entwickelt und läuft seit dem 30. August 1997. Ursprünglich war es als „kleines“ Onlinespiel für Freunde gedacht, die sich nicht regelmäßig für Spiele treffen konnten. Damals spielten 16 schwedische Spieler gegeneinander.
Betrieben wird Hattrick von dem schwedischen Unternehmen Spelkultur, die das Spiel unentgeltlich anbietet, nachdem der ursprüngliche Betreiber Extralives AB 2011 den Geschäftsbetrieb eingestellt hat. Gegen eine Gebühr (ab 3,33 Euro für einen Monat) können Interessierte eine in vier Stufen angebotene, sogenannte „Supporterschaft“ erwerben, was mit erweiterten Funktionen den Spielspaß erhöhen soll, jedoch keinen direkten Vorteil gegenüber Nicht-Supportern bietet. Außerdem können sogenannte „Credits“ erworben werden, die in Benachrichtigungen per SMS oder kleinere Zusatzfunktionen, wie das Verteilen von Spitznamen für Spieler, getauscht werden können.

## Spielanfang
Nach der Anmeldung und Überprüfung durch einen Gamemaster (Spielleiter) bekommt ein neu angemeldeter Spieler ein Team zugewiesen. Mit diesem startet er in einer der beiden untersten Spielklassen seines Landes und ersetzt ein ehemals vom Server geführtes Team (Bot) beziehungsweise ein Team, dessen Manager das Spiel verlassen hat. Der Manager startet mit einem (zufällig zusammengesetzten) 18 Mann großen Spielerkader (inkl. Trainer), einem Stadion mit 12.000 Plätzen, einen 100 Personen umfassenden Fanklub und einem Startkapital in Höhe von 50.000 (virtuellen) Euro, welches er durch Erwerben einer „Managerlizenz“, bei der einige Fragen zum Regelwerk beantwortet werden müssen, deutlich aufstocken kann.
Dieses Kapital kann eingesetzt werden, um die Mannschaft zu verbessern, neue Spieler und Trainer zu verpflichten, oder auch um das Stadion auszubauen. Gerät ein Team in Konkurs, so verbleiben zwei Wochen, die Schulden auszugleichen. Ansonsten wird das Team unwiderruflich gelöscht und der Spieler darf erst nach einer Wartezeit von sieben Wochen erneut anfangen.

## Hattrick-Woche
Hattrick läuft in Echtzeit, die Manager können ständig Entscheidungen in ihrem Verein treffen. Es findet ein Liga- sowie ein Freundschaftsspiel pro Woche statt. Bei Pokalteilnahme wird statt des Freundschaftsspiels noch ein zweites Pflichtspiel, das Pokalspiel, ausgetragen. Seit April 2012 existiert die Spielform des Turniers, die immer montags durchgeführt wird.
Die genauen Spielzeiten sind von Land zu Land unterschiedlich, Liga-Spiele finden jedoch grundsätzlich am Wochenende (in Deutschland: Samstagabend) statt. Ab 20 Minuten vor Beginn eines Spieles kann ein Manager keinen Einfluss mehr auf das Spielgeschehen nehmen. Während der Spiele kann mit Hilfe eines textbasierten Live-Tickers das Spielgeschehen verfolgt werden. Dabei kommt es wie in richtigen Fußballspielen zu Toren, vergebenen Chancen, Verletzungen, Verwarnungen und anderen Sonderereignissen.
In der Zeit zwischen den Spielen können die Manager Spieler kaufen und verkaufen, die Trainingsart ändern, das Personal des Vereins verwalten, das Stadion ausbauen oder die Mannschaftsaufstellung für die nächsten Spiele festlegen.

## Spiele
Aufgrund der Fähigkeitswerte der aufgestellten Spieler, der gewählten Formation und einiger weiterer taktischen Einstellungen werden die Gesamtstärke der einzelnen Mannschaftsteile, die sogenannten Ratings, ermittelt. Das Spielsystem, die sogenannten Match-Engine, generiert mit Hilfe von Wahrscheinlichkeiten aus diesen Ratings Spielereignisse. So kann es vorkommen, dass Spiele trotz identischer Voraussetzungen unterschiedlich ausgehen können.
Beispielsweise ergibt sich die Verteilung der Torchancen mit Hilfe von Wahrscheinlichkeiten aus dem Ballbesitz, der direkt aus der Gegenüberstellung der Mittelfeld-Ratings der beiden Mannschaften bestimmt wird.

## Liga-System
| Spielklasse | Ligen | Teams  | Plätze im Landes-Ranking |
| ----------- | ----- | ------ | ------------------------ |
| I           | 1     | 8      | 1–8                      |
| II          | 4     | 32     | 9–40                     |
| III         | 16    | 128    | 41–168                   |
| IV          | 64    | 512    | 169–680                  |
| V           | 256   | 2.048  | 681–2.728                |
| VI          | 1.024 | 8.192  | 2.729–10.920             |
| VII         | 1.024 | 8.192  | 10.921–19.112            |
| VIII        | 2.048 | 16.384 | 19.113–35.496            |
| IX          | 2.048 | 16.384 | 35.497–51.880            |
| X           | 4.096 | 32.768 | 51.881–84.648            |
| XI          | 4.096 | 32.768 | 84.649–117.416           |

Den echten Vorbildern entsprechend wird in mehreren Spielklassen um Punkte und Tordifferenzen gekämpft. Die größten Länder sind Italien, Deutschland und Polen mit jeweils acht Spielklassen.
Jede Liga besteht aus 8 Mannschaften, die an 14 Spieltagen jeweils zweimal aufeinandertreffen, wobei jede der beiden Mannschaften einmal das Heimrecht erhält. Anders als in den meisten Fußball-Ligabetrieben ist die Reihenfolge der Begegnungen in Hin- und Rückrunde nicht identisch, sondern umgedreht. Man bestreitet also das letzte Saisonspiel gegen dieselbe Mannschaft, auf die man am ersten Spieltag traf.
Am Ende der Saison hält eine Mannschaft entweder die Klasse, steigt auf oder ab. Von der zweiten bis zur sechsten Spielklasse kann nur der jeweilige Ligameister aufsteigen. Ein Ranking der Meister einer bestimmten Spielklasse bestimmt, ob der betroffene Verein ein Relegationsspiel um den Aufstieg gegen ein Team aus der übergeordneten Spielklasse bestreiten muss oder nicht. Ab der siebten Klasse steigen alle Meister direkt auf, zusätzlich dazu die Vizemeister in den Spielklassen VII, IX und XI. Von der ersten bis zur fünften Klasse müssen der Siebtplatzierte und der Achtplatzierte jeder Liga sofort absteigen, der Fünfte und der Sechste hingegen in die Relegation gegen einen potenziellen Aufstiegskandidaten. Ab der sechsten Klasse gibt es nur noch den Direktabstieg für die beiden Letzten jeder Liga.

## Saison
Eine Hattrick-Saison dauert 16 Wochen. Vor dem ersten und nach dem letzten regulären Liga-Spieltag ist jeweils eine spielfreie Woche, in der Woche nach dem letzten Spieltag finden hier die Relegations-Spiele statt.

## Weitere Wettbewerbe
Neben dem normalen Liga-Wettbewerb gibt es noch eine Reihe weiterer Wettbewerbe, in denen die Manager sich und ihre Mannschaften miteinander messen können.

### Pokal
In jedem Land gibt es einen nationalen Pokalwettbewerb. Dieser Wettbewerb wird wöchentlich im K.-o.-System ausgetragen. Sollte ein Spiel nach 90 Minuten unentschieden stehen, gibt es zweimal 15 Minuten Verlängerung, bei erneutem Gleichstand ein Elfmeterschießen. Maximal finden pro Saison 15 Pokalrunden statt, was die maximale Anzahl der Teilnehmer auf 2{\displaystyle ^{1}}{\displaystyle ^{5}} = 32768 begrenzt. Da in den einzelnen Ländern die Anzahl der Mannschaften recht unterschiedlich ist, ist die Anzahl der Pokalteilnehmer an die Anzahl der Spielklassen des Landes gekoppelt.
- Bei acht und mehr Spielklassen: 32768 Mannschaften im Pokalwettbewerb
- Bei sieben Spielklassen: 16384 Mannschaften im Pokalwettbewerb
- Bei sechs Spielklassen: 8192 Mannschaften im Pokalwettbewerb
- Bei fünf Spielklassen: 2048 Mannschaften im Pokalwettbewerb
- Bei vier Spielklassen: 512 Mannschaften im Pokalwettbewerb
- Bei drei Spielklassen: 128 Mannschaften im Pokalwettbewerb

Es treffen in den einzelnen Pokalrunden die nach Vorjahres-Rangliste stärksten und schwächsten Mannschaften aufeinander, in Deutschland beispielsweise der Meister der Bundesliga als 1. der nationalen Rangliste gegen die Mannschaft auf Platz 32.768, wobei die jeweils schwächere Mannschaft Heimrecht genießt. Dies soll verhindern, dass die stärksten Mannschaften in frühen Pokalrunden aufeinandertreffen und sich so bereits vorzeitig gegenseitig eliminieren.

### Hattrick Masters
Ähnlich der UEFA Champions League gibt es auch bei Hattrick seit Anfang 2006 einen internationalen Pokalwettbewerb mit dem Ziel, die beste Mannschaft der Welt zu ermitteln. Die Landesmeister sowie die Pokalsieger jedes Landes sind für diesen Wettbewerb qualifiziert. Sollte eine Mannschaft beide nationalen Wettbewerbe gewinnen, vertritt diese ihr Land alleine.

### Weltmeisterschaften
Jedes Land stellt in Hattrick eine Nationalmannschaft sowie eine U21-Nationalmannschaft. Beide Teams nehmen an Weltmeisterschaften teil. Ein von den anderen Mitspielern gewählter Nationaltrainer ist verantwortlich für die Berufung von Spielern ins Nationalteam und für die Aufstellung des Teams in Freundschafts- und Weltmeisterschaftsspielen. Gleiches gilt für den U20-Nationaltrainer.

#### Weltmeisterschaften der A-Nationalmannschaften
In der Historie des Spieles wurden bereits 15 Weltmeisterschaften der A-Nationalmannschaften ausgespielt. Die Weltmeisterschaften starten alle zwei Saisons in einem anderen Land. Durch die hohe Anzahl der User im Land der Hattrick-Erschaffer hatte Schweden zu Anfang das meiste Potential und konnte sechs Mal den Titel gewinnen. Mittlerweile konnten jedoch andere Hattrick-Nationen aufschließen. 

### Turniere und Duelle
Ausgelagert vom normalen Spielbetrieb liegen die teilweise kostenpflichtigen Spielformen Turnier und Duell, die im Jahr 2012 eingeführt wurden. In einem Turnier können bis zu 16 Mannschaften aus aller Welt untereinander Spiele austragen, die auf Basis des aktuellen Mannschaftskaders stattfinden. Diese Spiele sind komplett unabhängig vom normalen Spielbetrieb, Verletzungen der Spieler sind ausgeschlossen, gelbe oder rote Karten gelten nur für dieses Turnier. Ein Duell ist die Kurzform eines Turniers mit nur 2 Mannschaften.

## Benutzerrollen
Bei Hattrick gibt es verschiedene offizielle Rollen, die die User zugesprochen bekommen können. Insbesondere unterscheiden sich diese durch die Rechte, die sie in der Community haben. Erkennbar sind diese Rollen an einem entsprechenden Präfix vor dem Usernamen. Nicht jeder User übernimmt eine solche Aufgabe; im Gegenteil, lediglich ein kleiner Teil zählt zu den Offiziellen.
- HT sind die Entwickler des Onlinespiels.
- GM (Gamemaster) überwachen den reibungslosen Ablauf sowie die Anmeldungen.
- Moderatoren sind für die Einhaltung der Forenregeln zuständig.
- LA (Language Administrator) übersetzen die Spielinhalte in die jeweiligen Sprachversionen.
- CHPP sind zuständig für die Vergabe von Lizenzen an Entwickler von externen Anwendungen.

## Wirtschaft
Hattrick verfügt über eine relativ komplexe Ökonomie, in der die virtuellen Spieler und das virtuelle Geld der Vereine die wichtigsten Ressourcen darstellen. Auf einem Transfermarkt können die Vereine Spieler per Versteigerung kaufen und verkaufen. In der Vergangenheit traten bei Hattrick schon wirtschaftliche Probleme wie Deflationen oder Inflationen auf. Zur Erforschung der Ursachen ließen die Entwickler unter anderem eine wissenschaftliche Studie von zwei Volkswirtschaftlern der Universität Stockholm anfertigen. Als Reaktion auf diese Studie versuchten die Spieldesigner die Wirtschaft zu regulieren, indem sie zum einen die virtuelle Geldmenge, die den Managern zur Verfügung steht, veränderten. Zum anderen begrenzten sie die Anzahl der virtuellen Fußballspieler, und die Geschwindigkeit, mit der diese trainiert und auf dem Transfermarkt verkauft werden.

## Rezeption
Hattrick wurde zwischenzeitlich von über einer Million Nutzern aktiv gespielt, darunter Giorgio Chiellini. FM1Today attestiert dem „Onlinewunder“ Hattrick zu seinem 25-jährigen Bestehen eine „unnachahmliche Komik“ und „einzigartigen Charme“.
Spieler entwickelten eigene Programme, die Hilfestellung bei Aufstellung und Trainingsplanung geben.
Zum Anlass der Fußball-WM 2006 wurde auf Hattrick.org die bis jetzt größte Online-Umfrage zum Thema Fußball organisiert (Stand Juni 2006). Teilgenommen haben weltweit 196.000 Hattrick-Mitglieder.
In der deutschsprachigen Gemeinschaft finden regelmäßig Spielertreffen statt. Diese reichen von kleinen regionalen Stammtischen bis hin zu aufwändig organisierten mehrtägigen Veranstaltungen. Diese überregionalen Treffen wurden zeitweise jährlich durchgeführt, das letzte Treffen fand im Juli 2019 in Karlsruhe-Daxlanden statt.
Das auf Hattrick basierende Brettspiel Match of the Season wurde unter anderem auf den Internationalen Spieltagen 2009 in Essen vorgestellt.

### Kritik
Manche Aspekte des Spieles werden von Managern kritisiert. Zu nennen ist der spielinterne Umgang mit Kritik, die oft pauschal unterbunden wird. Ein weiteres Thema war der Datenschutz. Als Reaktion auf einen Artikel in der Netzeitung, in dem den Spielbetreibern der lasche Umgang mit persönlichen Daten der Spieler bis hin zu Verstößen gegen geltendes Recht vorgehalten wurde, kündigten die Betreiber mit sofortiger Wirkung Verbesserungen des Datenschutzes an. Der Zugriff der GMs auf private Nachrichten und gespeicherte Passwörter wurde unterbunden.